# Tod auf dem Nil (2004)
Tod auf dem Nil (Originaltitel: Death on the Nile) ist eine Langfolge aus der neunten Staffel der britischen Fernsehserie Agatha Christie’s Poirot aus dem Jahr 2004 von Andy Wilson. Es ist die Verfilmung des Romans Der Tod auf dem Nil von Agatha Christie aus dem Jahr 1937.

## Handlung

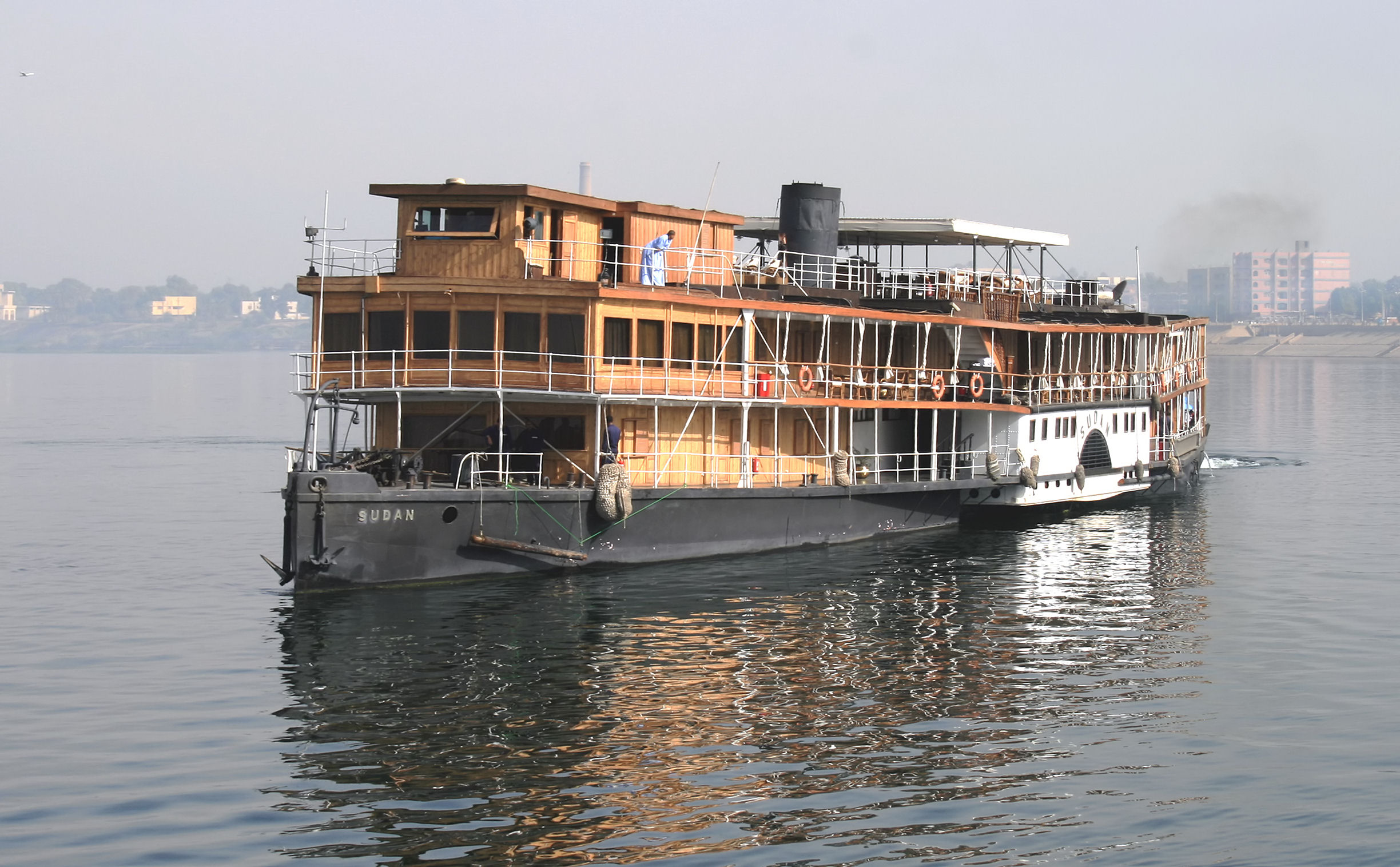
Die SS Sudan, die im Film die SS Karnak darstellte

Hercule Poirot befindet sich im Urlaub in einem Hotel in Ägypten. Dort wird er von Linnet Ridgeway-Doyle angesprochen. Sie und ihr Gatte würden von der ehemaligen Verlobten ihres Mannes namens Jacqueline De Bellefort verfolgt und belästigt. Poirot solle ihr dieses schreckliche Verhalten austreiben. Dieser verwehrt sich dagegen, er befinde sich im Urlaub. Kurz darauf trifft er allerdings auf Jacqueline, die er dann doch versucht aus Mitleid von ihrem „dunklen Pfad“ abzubringen. Es hilft nicht. 
Am darauffolgenden Tag brechen Poirot und die Doyles auf, eine Reise auf dem Nil zu unternehmen. An Bord des Luxusdampfers begegnen sie erneut Jacqueline. So wird die Fahrt für alle Passagiere ereignisreicher als angenommen. Denn nach einigen Tagen, die mit Landgängen in bester Gesellschaft zu berühmten ägyptischen Kulturschätzen angereichert sind, wird Linnet Ridgeway-Doyle leblos in ihrer Kabine aufgefunden. Ein aufgesetzter Kopfschuss ereilte sie im Schlaf.
Während sie allerdings bereits im Bett lag, kam es zu einem Streit, bei der ihr Ehemann vermeintlich von Jacqueline De Bellefort angeschossen wurde. Im darauffolgenden Trubel ging allerdings das Tatwerkzeug, eine Faustfeuerwaffe für die Damenhandtasche, verloren. Jedoch hat die Hauptverdächtige De Bellefort nun ein Alibi, denn sie wurde zum Zeitpunkt des Mordes bewacht. Auch der Ehemann scheidet aufgrund seiner Schussverletzung als Täter aus.
So übernehmen der mittlerweile anwesende Colonel Race und Poirot die Ermittlungen. Nach etlichen Verhören kommt es zu zwei weiteren Morden, die Poirot immer näher an die Täter bringt, und Poirot gelingt es schließlich, die Täter aufgrund der Zeugenaussagen zu überführen. Doch sie entziehen sich der Anklage.

## Hintergrund
Der Film wurde in den Tempelanlagen von Luxor und Dendera sowie auf dem Nil an Bord der SS Sudan (im Film SS Karnak) gedreht.

## Belege
1. ↑   Freigabebescheinigung für Tod auf dem Nil. Freiwillige Selbstkontrolle der Filmwirtschaft, August 2008 (PDF; Prüfnummer: 115 073 DVD).